# Isaäc Pieter de Vooys
Isaäc Pieter de Vooys (Gouda, 3 februari 1875 – Arnhem, 19 februari 1955) was een Nederlands werktuigbouwkundig ingenieur, industrieel, dichter en maatschappijcriticus. 

## Leven en werk
De Vooys was afkomstig uit een welgestelde familie in Gouda. (De taalkundige C.G.N. de Vooys is zijn broer.) Nadat hij de HBS in Gouda had afgerond, studeerde hij tussen 1892 en 1896 werktuigbouwkunde aan de Polytechnische School te Delft, de latere Technische Hogeschool / Universiteit. In 1896 ging De Vooys werken voor de arbeidsinspectie en verhuisde hij naar Breda (later Deventer, Arnhem en Den Haag). Zijn werk voor de arbeidsinspectie scherpte zijn maatschappelijke visie. In het blad De Beweging van Albert Verwey kreeg hij ruim de gelegenheid om zijn opvattingen te verwoorden. In 1909 trad hij op als secretaris van de Staatscommissie voor de werkloosheid, later als voorzitter van de Nederlandse Werkloosheidsraad.
De Vooys was van 1911 tot 1917 hoogleraar mechanische technologie aan de Delftse hogeschool, en van 1917 tot 1930 buitengewoon hoogleraar aan diezelfde instelling. In 1917 werd hij directeur van de NEMOS (Nederlandsche Maatschappij tot Ontginning van de Steenkolenvelden, een dochterbedrijf van SHV), en vanaf 1930 directeur van de Algemene Kunstzijde Unie te Arnhem. Over de Tweede Wereldoorlog publiceerde hij nog het werk Van bedreiging tot bevrijding, 1937-1945. Correspondentie van en aan De Vooys is te vinden in de Universiteitsbibliotheken van Amsterdam, Leiden en Utrecht in en in het Letterkundig Museum.

## Gezin
Isaäc de Vooys was gehuwd met Jacoba Philippina van Dam die deels haar naam gaf aan de Sophia-Jacobamijn in Hückelhoven (Duitsland), waar NEMOS hoofdaandeelhouder van was. Hun zoon Gerard Jan de Vooys was daar technisch directeur van 1925 tot 1940.

## Publicaties (selectie)
- I.P. de Vooys: Bij het lezen van Albert Verwey's gedichten. Arnhem, Van Loghum Slaterus, 1949
- Is.P. de Vooys: Van bedreiging tot bevrijding, 1937-1945. Santpoort, Mees, 1946
- Is.P. de Vooys: De plaats van den ondernemings-leider in de sociale gemeenschap Santpoort, Mees, 1930
- I.P. de Vooys: Het machinaal boren van diepe en breede mijnschachten door drijfzand en watervoerende lagen. 's-Gravenhage, Belinfante, 1925
- Ir. Is. P. de Vooys: "Techniek en Maatschappij". Amsterdam, 1921
- I. P. de Vooys: "Socialisatieproblemen van Arbeid en Gemeenschap". Amsterdam, 1920
- L.A. van Royen: Leerboek der mechanische technologie. Gorinchem, Noorduyn. Deel 2:1, 2:2 en 2:3 (1917-1919) door I.P. de Vooys
- Is.P. de Vooys: Bericht über Bleivergiftung in den polygraphischen Gewerben in den Niederlanden. Amsterdam, Drukkerij Plantijn, 1908
- Is.P. de Vooys: Van de armen. Amsterdam, Versluys, 1903